# Ливунган
Ливу́нган (индон. Pulau Liwungan) — остров в Зондском проливе Индонезии, между островами Ява и Суматра. Расположен в южной части залива Лада, который также известен под колониальным нидерландским названием как залив Пепер (оба названия означают «перец», соответственно, по-индонезийски и по-голландски).
Площадь острова — 0,25 км². Постоянное население отсутствует. В административном плане остров относится к деревне Читеуреп района Панимбанг, входящему в состав округа Пандегланг провинции Бантен.